# Dorylus moestus
Dorylus moestus är en myrart som beskrevs av Carlo Emery 1895. Dorylus moestus ingår i släktet Dorylus och familjen myror.

## Underarter
Arten delas in i följande underarter:
- D. m. claripennis
- D. m. moestus
- D. m. morio
- D. m. schereri